# Европейски фонд за финансова стабилност
Европейският фонд за финансова стабилност (на английски: European Financial Stability Facility, EFSF; на немски: Europäische Finanzstabilisierungsfazilität; на френски: Fonds européen de stabilité financière) е дружество със специална инвестиционна цел, създадено през май 2010 година от 27-те държави, членуващи в Европейския съюз. Основната му цел е кредитирането при определени условия на държави от еврозоната, изпаднали във финансови затруднения по време на европейската дългова криза. Седалището на организацията е в Люксембург, а Европейската инвестиционна банка осигурява финансовото ѝ обслужване и ѝ предоставя административна подкрепа.